# Jesse Hibbs
Jesse Hibbs (Normal, 11 gennaio 1906 – Ojai, 4 febbraio 1985) è stato un regista statunitense.
Assistente alla regia dal 1937 al 1953, ha firmato la sua prima regia con The All American del 1953, un film sul football americano con Tony Curtis.

## Biografia
Jesse Hibbs nacque a Normal, in Illinois. l'11 gennaio 1906.
Morì a Ojai, in California, il 4 febbraio 1985.

## Filmografia

### Regista

#### Cinema
- The All American (1953)
- La mano vendicatrice (Ride Clear of Diablo) (1954)
- Gli avvoltoi della strada ferrata (Rails Into Laramie) (1954)
- Furia nera (Black Horse Canyon) (1954)
- Sangue e metallo giallo (The Yellow Mountain) (1954)
- Medal of Honor (1955)
- All'inferno e ritorno (To Hell and Back) (1955)
- I pionieri dell'Alaska (The Spoilers) (1955)
- I gangster del ring (World in My Corner) (1956)
- La terra degli Apaches (Walk the Proud Land) (1956)
- Joe Butterfly (1957)
- Il sentiero della rapina (Ride a Crooked Trail) (1958)

#### Televisione
- I racconti del West (Zane Grey Theater) – serie TV, un episodio (1958)
- Bat Masterson – serie TV, un episodio (1959)
- The Lineup – serie TV, un episodio (1959)
- The Alaskans – serie TV (1959)
- Wichita Town – serie TV, 2 episodi (1959-1960)
- Hawaiian Eye – serie TV, 3 episodi (1960)
- Bronco – serie TV, un episodio (1960)
- Death Valley Days – serie TV, un episodio (1960)
- Carovane verso il west (Wagon Train) – serie TV, 2 episodi (1958-1960)
- The Rifleman – serie TV, un episodio (1961)
- Gunslinger – serie TV, un episodio (1961)
- Gunsmoke – serie TV, 20 episodi (1958-1961)
- Outlaws – serie TV, 2 episodi (1960-1962)
- Bonanza – serie TV, un episodio (1962)
- Laramie – serie TV, 4 episodi (1963)
- Destry – serie TV, un episodio (1964)
- Gli uomini della prateria (Rawhide) – serie TV, 11 episodi (1959-1965)
- Perry Mason – serie TV, 43 episodi (1962-1966)
- Iron Horse – serie TV, 2 episodi (1966)
- Il fuggiasco (The Fugitive) – serie TV, un episodio (1966)
- Selvaggio west (The Wild Wild West) – serie TV, un episodio (1966)
- Pattuglia del deserto (The Rat Patrol) – serie TV, un episodio (1967)
- Gli invasori (The Invaders) – serie TV, 3 episodi (1967)
- F.B.I. (The F.B.I.) – serie TV, 28 episodi (1966-1970)

### Attore
- La vedova del collegio (The College Widow) (1927)
- Touchdown (1931)
- The All-American (1932)
- La reginetta dei Sigma Chi (The Sweetheart of Sigma Chi) (1933)

### Sceneggiatore
- Hawaiian Eye – serie TV, un episodio (1960)